# Erinome (måne)
Erinome er en af planeten Jupiters måner: Den blev opdaget 23. november 2000, af et hold astronomer fra Hawaiis Universitet, ledet af Scott S. Sheppard. Lige efter opdagelsen fik den den midlertidige betegnelse S/2000 J 4, og efter det nummereringssystem som blev indført med opdagelsen af de galileiske måner hedder den. Jupiter XXV. Sidenhen har den Internationale Astronomiske Union formelt opkaldt den efter Erinome, som ifølge den græske mytologi var en af Zeus' elskerinder.
Erinome hører til Carme-gruppen; en gruppe af i alt 17 Jupiter-måner med omtrent samme omløbsbane som Carme. Harpalyke er ca. 3 kilometer i diameter, og ud fra skøn over dens masse anslås dens massefylde til ca. 2600 kilogram pr. kubikmeter: Det tyder på at den hovedsageligt består af klippemateriale, og i mindre omfang af is. Den har en mørk overflade med en albedo på blot 4%.